# Okrug Srednji Banat
| Srednjebanatski okrug | Srednjebanatski okrug |
|                       |                       |
| --------------------- | --------------------- |
| Staat:                | Serbien               |
| Fläche:               | 3.256 km²             |
| Einwohner:            | 221.253 (2002)        |
| Hauptstadt:           | Zrenjanin             |

Srednji Banat (serb. Srednjebanatski okrug oder Средњебанатски округ, ung. Közép-bánsági körzet, rum. Districtul Banatul Central, slowak. Sredobanátsky okres, deutsch Bezirk Mittelbanat) ist ein in seinem Osten an Rumänien angrenzender serbischer Verwaltungsbezirk im zentralen Teil der Vojvodina.
Er besteht aus folgenden Stadtverwaltungen:
- Novi Bečej (ungar.: Törökbecse, dt.: Neu-Betsche)
- Nova Crnja (ungar.: Magyarcsernye, dt.: Neuzerne)
- Žitište (ungar.: Bégaszentgyörgy, dt.: Sankt Georgen an der Bega)
- Sečanj (ungar.: Szécsány, dt.: Setschan)
- Zrenjanin (ungar.: Nagybecskerek, dt.:Großbetschkerek)

Dieser Bezirk hat laut Volkszählung des Jahres 2002 221.253 Einwohner. Der Hauptverwaltungssitz ist die Stadt Zrenjanin.
Die ethnische Verteilung sieht folgendermaßen aus: Serben (150.794 oder 75 %), Magyaren (27.842), Rumänen (5.156). 
Es gibt auch einige Sehenswürdigkeiten in diesem Bezirk, zum Beispiel die orthodoxe Kirche der Annahme aus dem Jahre 1746, die römisch-katholische Kathedrale aus dem Jahre 1868 und die Kirche der Erziehung aus dem Jahre 1891.
Hauptwirtschaftszweige sind Landwirtschaft, Forstwirtschaft, Bauindustrie und Transport.
Die führende Branche ist jedoch die Nahrungsmittelindustrie mit dem Konzern Servo Mihalj an der Spitze. Andere wichtige Unternehmen sind die Brauerei ZIP, das Chemiekombinat Luxol und die Möbelfabrik Žarko Zrenjanin.

## Größte Siedlungen
(Stand: Volkszählung 2002)
| Ortsname      | kyrillisch    | Einwohner |
| ------------- | ------------- | --------- |
| Zrenjanin     | Зрењанин      | 79.545    |
| Novi Bečej    | Нови Бечеј    | 14.406    |
| Novo Miloševo | Ново Милошево | 6.773     |
| Melenci       | Меленци       | 6.563     |
| Elemir        | Елемир        | 4.663     |
| Ečka          | Ечка          | 4.509     |
| Srpska Crnja  | Српска Црња   | 4.379     |
| Aradac        | Арадац        | 3.443     |